# Аянский тракт
Аянский тракт, также Якутско-Аянский тракт — дорога, соединявшая Якутск с Охотским морем и Тихим океаном в XIX и XX веке.
Посёлок Аян был основан в 1843 году Русско-Американской компанией как начальный пункт нового тракта, который должен был связать Якутск с охотским побережьем с целью перевозки груза оленьим транспортом. Тракт, получивший название Амгино-Аянский тракт, пролегал через Нелькан, Аим, Усть-Маю и Амгу. Тракт был проложен в 1844—1845 годах, в 1845 году в Аян переехала Охотская фактория. В 1846 году Аян получил статус порта. После благоустройства, налаживания почтового сообщения и т. д. в 1852 году тракт был официально открыт. Резко оживилась торговля. Однако уже вскоре новая дорога пришла в упадок и в 1867 году тракт был официально закрыт.
Движение по тракту возобновилось после открытия пароходных рейсов общества Доброфлот в начале 1880-х. Через Аян доставляли товары из других регионов России и Китая в Якутск.
Во время Гражданской войны вокруг тракта проходили бои между Сибирской Добровольческой Дружиной генерала Пепеляева и красными отрядами Степана Вострецова. После установления Советской власти тракт некоторое время использовался, затем вместе с посёлком Аян пришёл в упадок: все ресурсы направлялись на освоение Колымы.